# Reichsmarine
De Reichsmarine was de Duitse marine tijdens de Weimarrepubliek. Ook de marine die werd opgericht op 4 juni 1848 door het Frankfurter Parlement na de Maartrevolutie van 1848 wordt in een aantal documenten Reichsmarine genoemd, maar deze wordt, om misvattingen te voorkomen, door historici Reichsflotte genoemd.

## Voorlopige Reichsmarine
Op grond van de wet over de opbouw van een voorlopige Reichswehr die het Weimar Parlement op 16 april 1919 aannam, heette de Duitse marine Vorläufige Reichsmarine. Het was na de beëindiging van de Eerste Wereldoorlog de opvolger van de Kaiserliche Marine (1871-1918). De taken bestonden uit kustbewaking, bescherming van de visserij, mijnenvegen, waterpolitie en ondersteuning van de koopvaardij. In 1919 ging de leiding van de marine over van het tot dan bestaande Reichsmarineamt naar de nieuwe admiraliteit. De vlag was die van de Kaiserliche Marine.
In de korte periode van de voorlopige Reichsmarine was deze direct of indirect betrokken bij een aantal zaken die belangrijk zijn geweest in de Duitse geschiedenis:
- De revolutiechaos in 1918-1919,
- De aflevering van de Hochseeflotte en het latere tot zinken brengen daarvan,
- De ondertekening van de Vrede van Versailles,
- De Kapp-putsch

### Revolutiechaos en de Kapp-putsch

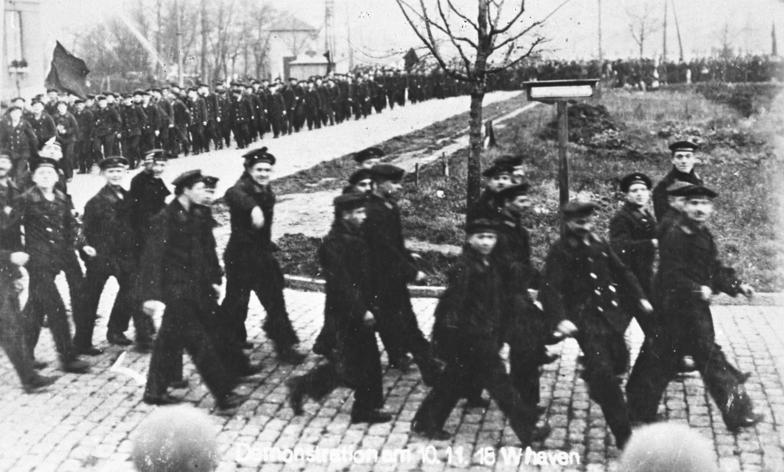
Opstand van de matrozen

De Novemberrevolutie van 1918, voorafgegaan door de Kieler Matrozenopstand van de Hochseeflotte, en de internering van de Hochseeflotte in Scapa Flow leidden tot de ineenstorting van de Duitse zeemacht. Linkse, vaak communistische bemanningen en conservatief-monarchistische officiersgroepen verenigden zich als vrijkorpsen. De communistische matrozen vormden de Volksmarinedivision, de conservatieve krachten meerdere verbanden, waaronder de marinebrigades Ehrhardt en Loewenfeld, die overwegend uit beroepssoldaten bestonden.
Beide zijden maakten zich schuldig aan bloedige gevechten. De Volksmarinedivision werd ontbonden in maart 1919, de marinebrigades pas na de Kapp-putsch in maart 1920, waar ze een wezenlijk aandeel in hadden gehad. Een van de aanleidingen hiervoor was het bevel van de Reichswehrminister Gustav Noske, om de marinebrigades te ontbinden. De Brigade Ehrhardt ondersteunde de Kapp-putsch en bezette Berlijn. De chef van de admiraliteit, viceadmiraal von Trotha verklaarde dat de marine ter beschikking stond van de nieuwe regering. Daarmee had hij de voorlopige Reichsmarine buiten de grondwet geplaatst. In de jaren daarna werd het door rechts gezien als voorbeeld van de matrozenopstand en de Novemberrevolutie, door burgerlijke en linkse kant werd het vereenzelvigd met de overtreding van de grondwet.

### Het tot zinken brengen van de Hochseeflotte en de Vrede van Versailles
Een andere belangrijke gebeurtenis tijdens het korte bestaan van de voorlopige Reichsmarine was het zelf tot zinken brengen van het grootste deel van de Hochseeflotte bij Scapa Flow op 21 juni 1919. De schepen hadden volgens de bepalingen van het Verdrag van Versailles overgedragen moeten worden aan de geallieerden. Als vergoeding voor dit verlies eisten de geallieerden de overdracht van andere Duitse oorlogsschepen, haveninstallaties en het grootste deel van de Duitse koopvaardijschepen.
Door het Verdrag van Versailles werd de grootte en de bewapening van de Duitse strijdkrachten beperkt. De marine mocht 6 linieschepen, 6 kleine kruisers, 12 torpedobootjagers, 12 torpedoboten en een aantal ondersteuningsschepen hebben. De sterkte was verder beperkt tot 15.000 man. Nieuwbouw, aankopen in het buitenland en het bezit van U-boten was verboden. Het was toegestaan om schepen te bouwen ter vervanging van buiten dienst gestelde schepen. Op 1 januari 1921 werd de Vorläufige Reichsmarine omgedoopt in de Reichsmarine.
Om het Verdrag van Versailles te omzeilen, richtte de Reichsmarine in 1922 een Nederlands mantelbedrijf op, de NV Ingenieurskantoor voor Scheepsbouw, om de kennis van de bouw van duikboten op peil te houden en te ontwikkelen. Nadat de nationaalsocialisten de macht in 1933 hadden overgenomen, begon Duitsland echter zelf weer met de uitbreiding van de overgebleven onderzeebootvloot.

## Reichsmarine
De Reichsmarine was per wet vanaf 23 maart 1921 onderdeel van de Reichswehr. De opperbevelhebber was de Reichspräsident. Onder hem had de Reichswehrminister het gezag over de gehele Reichswehr. Onder hem stond de leiding van het leger en de marine.
Op grond van de hierboven beschreven gebeurtenissen was het aanzien van de marine tot een dieptepunt gezonken. Het laten afzinken van de Hochseeflotte had er echter aan bijgedragen om het publiek te verzoenen met de marine. Gezien de strenge beperkingen van het Verdrag van Versailles was het volledig opheffen van de marine - wat hier en daar geopperd werd - geen optie, aangezien dit het leger helemaal zou verzwakken.

### Taken van de Reichsmarine

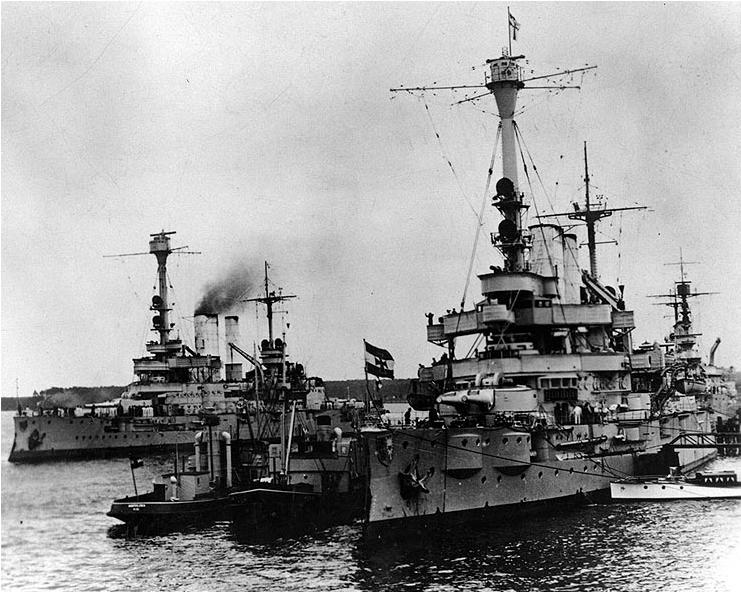
Het oude linieschip Schleswig-Holstein (voor), Schlesien (links) en Hessen rond 1930. Deze al in 1919 verouderde schepen waren lange tijd de kern van de Reichsmarine.

De taken van de Reichsmarine waren in een memorandum van de marineleiding vastgelegd in 1920 en kwamen overeen met die van de voorlopige Reichsmarine. Ze waren sterk gericht op de toestand direct na de oorlog. Politie- en ordetaken hadden prioriteit boven de eigenlijke verdedigingstaak. Pas na enige jaren werd weer meer nadruk gelegd op de landsverdediging.
Voor de marineleiding waren Frankrijk en Polen de meest waarschijnlijke - en als ze zich met elkaar verbonden ook de gevaarlijkste - tegenstander. De Franse marine was beduidend sterker dan de Duitse en kon de scheepvaartroutes op de Noordzee zonder meer blokkeren. Hetzelfde gold voor de Oostzee waar ze gebruik konden maken van Poolse havens. Daarom concentreerde de Duitse bewapening zich vanaf halverwege de jaren twintig op deze bedreiging.

### Omvang en uitrusting

#### De bepalingen van het Verdrag van Versailles

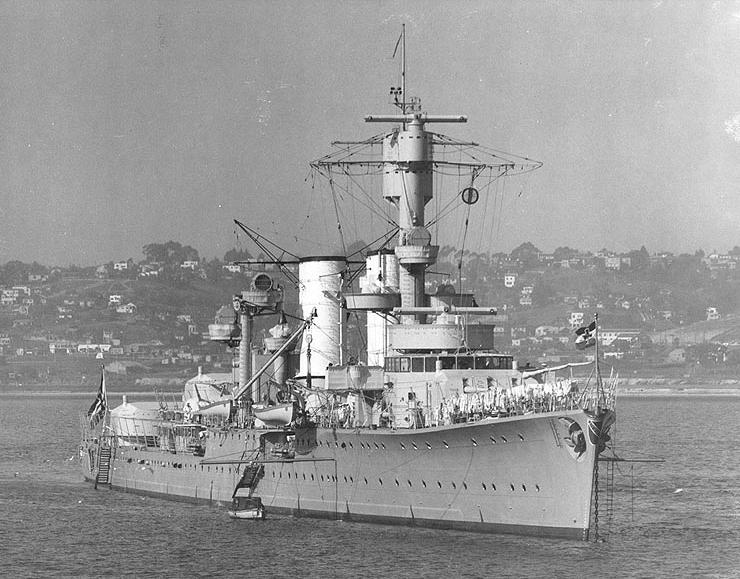
De in 1929 in dienst gestelde nieuwe kruiser kruiser Karlsruhe, die door de Reichsmarine overwegend als opleidingsschip werd ingezet.

Het Verdrag van Versailles beperkte de grootte en bewapening van de Reichsmarine en hinderde de invoering van nieuwe technologieën. De bepalingen moesten ervoor zorgen dat de Duitse marine nooit meer een bedreiging kon vormen voor de overwinnaars. Aan de andere kant werd er op gehoopt dat de Reichsmarine na afzienbare tijd de sterkste macht zou zijn in de Oostzee om tegenwicht te bieden aan de met wantrouwen bekeken Sovjet-Unie.
De Reichsmarine probeerde de beperkingen te omzeilen met geheime bewapening en technische vernieuwingen, zoals pantserschepen. Daarom ging men over op het lassen van schepen, in plaats van ze te klinken. Dit leverde een gewichtsbesparing op die weer benut kon worden voor bewapening. Daarnaast werd gepoogd om de technische nadelen op te vangen door intensieve training van de toen nog lang dienende bemanning.
De eerste grote nieuwbouw was de lichte kruiser Emden waartoe opdracht werd gegeven in 1921 en die in 1925 in dienst werd gesteld. In 1924 werd er toestemming verkregen van de Rijksdag voor de aanschaf van vier lichte kruisers en twaalf torpedoboten.

#### Geheime bewapeningsprojecten
Er waren ook bewapeningsprojecten die de Reichsmarine steeds weer grote krantenkoppen opleverden. Naast de officiële bewapening werkte de marine in grote stilte aan illegale bewapeningsprojecten. Waar mogelijk bedroog men de geallieerde controlecommissies die de vernietiging en overdracht van niet alleen groot materieel, maar ook van bouwtekeningen overzag. Hoewel de verkoop van te vernietigen bewapening aan het buitenland verboden was, leverde dit de marine een verborgen inkomen op voor zijn officieuze programma's. Vooral voor knowhow betreffende de Duitse U-Boot bestond grote interesse in het buitenland. Sinds 1922 werkte een geheim constructiebureau in Den Haag en kon al in 1925 twee boten leveren aan Turkije.
De coördinatie van deze activiteiten viel onder de zeetransportafdeling van de marineleiding onder kapitein ter zee Lohmann. In samenhang met de discussie over de bouw van nieuwe pansterschepen vanaf 1927 kwamen deze activiteiten in de openbaarheid. De zo genoemde Lohmann-affaire bracht de marine weer in de negatieve krantenkoppen. Reichswehrminister Geßler moest aftreden en de chef van de marineleiding, admiraal Zenker, werd door Geßlers opvolger Groener ontslagen.

#### De pantserschipvraag
Gezien de overgebleven verouderde linieschepen en de noodzaak om de Franse marine te weerstreven met enige moderne oorlogsschepen, had de marine de bedoeling om binnen de in het Verdrag van Versailles toegestane scheepsgrootte een nieuw type pantserschip te bouwen. Er moest een schip komen dat volgens de bepalingen van het Verdrag van Washington als kruiser aangemerkt werd, maar wat betreft bewapening en pantsering een klein slagschip was. Het moest sneller dan conventionele slagschepen worden en sterker dan de sterkere kruisers van andere landen. Het deplacement moest 10.000 longton worden. Eerst moest er een schip worden verkregen.
Na de Lohmann-affaire scheen elke politieke toestemming voor dit project verloren. De SPD streed met het parool "pantserschip of kindereten" 1928 een succesvolle verkiezingscampagne en werd de sterkste fractie in de Rijksdag. De door hen aangestelde rijkskanselier Hermann Müller was echter bereid om het project te steunen, zodat hij een coalitie kon maken met de burgerlijke partijen. Daarom werd in de Rijksdag tot de bouw van pantserschip A besloten in augustus 1928 met de stem van de SPD. Het schip werd in 1931 onder de naam Deutschland te water gelaten.
In de jaren 1931 en 1932 lukte het admiraal Raeder, chef van de marineleiding sinds 1928, om ook toestemming te verkrijgen voor de bouw van een tweede en derde pantserschip. Dit aantal werd gezien als het minimum dat nodig was om een blokkade van de Duitse kust door de Franse marine te kunnen voorkomen.

## Commandanten
| Nr. | Afbeelding | Oberbefehlshaber der Marine          | Aangetreden       | Einde termijn     | Duur termijn      | Opmerking |
| --- | ---------- | ------------------------------------ | ----------------- | ----------------- | ----------------- | --------- |
| 1   |            | Vizeadmiral Paul Behncke (1869-1937) | 14 september 1920 | 1 oktober 1924    | 4 jaar, 17 dagen  |           |
| 2   |            | Vizeadmiral Hans Zenker (1870-1932)  | 1 oktober 1924    | 30 september 1928 | 3 jaar, 365 dagen |           |
| 3   |            | Großadmiral Erich Raeder (1876-1960) | 1 oktober 1928    | 1 juni 1935       | 6 jaar, 243 dagen |           |

## Overgang naar de Kriegsmarine

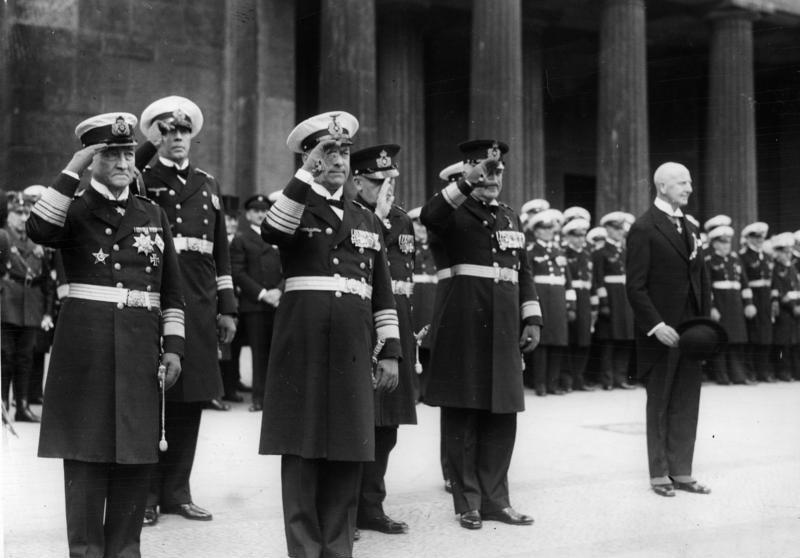
De commandant van de Reichsmarine Raeder met andere admiraals op 31 mei 1935 op de herdenking van de Zeeslag bij Jutland. De volgende dag werd de Reichsmarine omgedoopt in Kriegsmarine.

Begin jaren dertig hoopte de marine door deelname aan de Conferentie van Londen (1930) en succes bij de Conferentie van Genève (1932), af te komen van de bepalingen van het Verdrag van Versailles. Beide mislukten door de harde houding van Frankrijk dat noch met Duitse deelname in Londen, noch met het door het in Genève door het Verenigd Koninkrijk voorgestelde compromis met betrekking tot de sterkte van de Duitse strijdkrachten instemde.
Als reactie op het mislukken van het compromis van Genève kondigde Reichswehrminister von Schleicher op 26 juli 1932 aan, dat Duitsland zich niet meer aan de beperkingen van het Verdrag van Versailles gebonden voelde. Voor de marine keurde hij nog dat jaar een plan goed dat de uitbreiding, de ontwikkeling van de bewapening boven de tot dan toe toegestane maat en vooral de verwezenlijking van een U-Boot-wapen en een marineluchtvaartdienst inclusief een vliegdekschip voorzag. Daarmee waren voor de Reichsmarine nog voor het einde van de Weimarrepubliek de voorwaarden gecreëerd om een voor de verdediging van het rijk benodigde zeemacht op te zetten.
Op 30 januari 1933 volgde de overname van de macht door Adolf Hitler, die na de dood van Reichspräsident Paul von Hindenburg op 19 augustus 1934 nog op dezelfde dag de gehele Reichswehr trouw liet zweren aan hem en de opperbevelhebber werd. Op 1 juni 1935 werd de Reichsmarine omgedoopt in Kriegsmarine. Direct daarop begon de voorbereiding op de Tweede Wereldoorlog, nadat de Brits-Duitse vlootovereenkomst van 18 juni 1935 een aanzienlijke uitbreiding van de Kriegsmarine tot 35% van de Britse vloot toestond.